# Carrier Mills
Carrier Mills és una població dels Estats Units a l'estat d'Illinois. Segons el cens del tenia 1.886 habitants.

## Demografia
Segons el cens del 2000, Carrier Mills tenia 1.886 habitants, 798 habitatges, i 501 famílies. La densitat de població era de 587,2 habitants/km².
Dels 798 habitatges en un 25,4% hi vivien nens de menys de 18 anys, en un 47,6% hi vivien parelles casades, en un 11,2% dones solteres, i en un 37,2% no eren unitats familiars. En el 34% dels habitatges hi vivien persones soles el 18,9% de les quals corresponia a persones de 65 anys o més que vivien soles. El nombre mitjà de persones vivint en cada habitatge era de 2,24 i el nombre mitjà de persones que vivien en cada família era de 2,84.
Per edats la població es repartia de la següent manera: un 21,2% tenia menys de 18 anys, un 8,9% entre 18 i 24, un 23,2% entre 25 i 44, un 22,6% de 45 a 60 i un 24% 65 anys o més.
L'edat mediana era de 42 anys. Per cada 100 dones de 18 o més anys hi havia 81,2 homes.
La renda mediana per habitatge era de 25.493 $ i la renda mediana per família de 35.037 $. Els homes tenien una renda mediana de 31.458 $ mentre que les dones 16.756 $. La renda per capita de la població era de 14.314 $. Aproximadament el 13,2% de les famílies i el 17,7% de la població estaven per davall del llindar de pobresa.

## Poblacions properes
El següent diagrama mostra les poblacions més properes.